# Puiseux-en-Bray
Puiseux-en-Bray è un comune francese di 408 abitanti situato nel dipartimento dell'Oise della regione dell'Alta Francia.

## Società

### Evoluzione demografica
Abitanti censiti